# Liste der denkmalgeschützten Objekte in Dolní Olešnice
Grundlage dieser Liste der denkmalgeschützten Objekte in Dolní Olešnice ist die ÚSKP-Liste (Ústřední seznam kulturních památek České republiky, deutsch Zentrale Liste der Kulturdenkmäler der Tschechischen Republik), die von der tschechischen Denkmalschutzbehörde NPÚ (Národní památkový ústav, deutsch Nationale Denkmalbehörde) seit 1987 geführt wird und an die seit dem Jahr 1850 geschaffenen Listen anschließt.
Die Liste umfasst die Kulturdenkmale der Gemeinde Dolní Olešnice (Nieder Oels) im Okres Trutnov.

## Dolní Olešnice(Nieder Oels)
| Lage                                                      | Objekt                                        | Beschreibung                                                                                      | ÚSKP-Nr.                  | Bild                                          |
| --------------------------------------------------------- | --------------------------------------------- | ------------------------------------------------------------------------------------------------- | ------------------------- | --------------------------------------------- |
| Dolní Olešnice, am Friedhof (Standort)                    | Grab eines Soldaten der Roten Armee           | Grab eines Soldaten der Roten Armee                                                               | 26409/6-5129 Info Katalog | Grab eines Soldaten der Roten Armee           |
| Dolní Olešnice (Standort)                                 | Pfarrkirche St. Jakob                         | Pfarrkirche St. Jakob                                                                             | 25384/6-3461 Info Katalog | weitere Bilder                                |
| Dolní Olešnice (Standort)                                 | Säule mit Statue des hl. Johannes von Nepomuk | Säule mit Statue des hl. Johannes von Nepomuk                                                     | 102198 Info Katalog       | Säule mit Statue des hl. Johannes von Nepomuk |
| Dolní Olešnice 37 (Standort)                              | Pfarrhaus                                     | Pfarrhaus                                                                                         | 16755/6-3461 Info Katalog | Pfarrhaus                                     |
| Dolní Olešnice (Standort)                                 | Befreiungsdenkmal                             | Befreiungsdenkmal                                                                                 | 41554/6-5119 Info Katalog | Befreiungsdenkmal                             |
| Dolní Olešnice, bei der Kirche (Standort)                 | Skulpturengruppe Kalvarienberg                | Skulpturengruppe Kalvarienberg                                                                    | 68977/6-3462 Info Katalog | Skulpturengruppe Kalvarienberg                |
| Dolní Olešnice, am Berg Bradlo (Standort)                 | Burg Bradlo                                   | Reste der Burgruine Bradlo am Berg Bradlo                                                         | 33005/6-4939 Info Katalog | weitere Bilder                                |
| Dolní Olešnice 76 (Standort)                              | Bauernhaus                                    | Bauernhaus (Blockhaus)                                                                            | 35272/6-3464 Info Katalog | Bauernhaus                                    |
| Dolní Olešnice, Nové Zámky 104 (Standort)                 | Bauernhaus                                    | Bauernhaus (Blockhaus)                                                                            | 37923/6-3467 Info Katalog | weitere Bilder                                |
| Dolní Olešnice, Nové Zámky 115 (Standort)                 | Schloss Nové Zámky                            | Schloss Nové Zámky (Neuschloß), ursprünglich ein Renaissanceschloss, umgebaut im neobarocken Stil | 40402/6-3460 Info Katalog | weitere Bilder                                |
| Dolní Olešnice, Vestřev (Neustadt), bei Nr. 99 (Standort) | Statue des hl. Antonius von Padua mit Jesus   | Statue des hl. Antonius von Padua mit Jesus                                                       | 105136 Info Katalog       | Statue des hl. Antonius von Padua mit Jesus   |
| Dolní Olešnice, Vestřev 99 (Standort)                     | Bauernhaus – ehem. Gaststätte                 | Bauernhaus (Blockhaus) – ehem. Gaststätte                                                         | 28999/6-3463 Info Katalog | weitere Bilder                                |
| Dolní Olešnice, Vestřev 92 (Standort)                     | Bauernhaus                                    | Bauernhaus                                                                                        | 38905/6-3465 Info Katalog | weitere Bilder                                |